# Chamarajanagar
Chamarajanagar (auch: Chamarajanagara, Chamrajnagar; Kannada: ಚಾಮರಾಜನಗರ Cāmarājanagara [ˈtʃɑːmʌrɑːdʒʌnʌɡʌrʌ]) ist eine Stadt im südindischen Bundesstaat Karnataka mit rund 70.000 Einwohnern (Volkszählung 2011). 
Chamarajanagar liegt im Süden Karnatakas unweit der Grenze zum Nachbarbundesstaat Tamil Nadu auf 662 Metern Höhe. Die nächstgrößere Stadt ist Mysuru 61 Kilometer nördlich, Bangalore, die Hauptstadt Karnatakas, liegt rund 185 Kilometer nordöstlich. Chamarajanagar ist Verwaltungszentrum des gleichnamigen Distrikts.
Chamarajanagar war ursprünglich als Arakottara bekannt. Ihren heutigen Namen erhielt die Stadt nach dem vormaligen Raja von Mysore Chamaraja IX. Wodeyar, der 1774 hier geboren wurde. Chamanarajas Sohn und Nachfolger Krishnaraja Wodeyar veranlasste 1818 die Umbenennung der Stadt und ließ den großen Chamarajeshwara-Tempel erbauen, der heute die Hauptsehenswürdigkeit Chamarajanagars darstellt.
Nach der Volkszählung 2011 hat Chamarajanagar 69.875 Einwohner. 76 Prozent der Bevölkerung sind Hindus, 22 Prozent sind Muslime und 1 Prozent Christen. Die Hauptsprache ist Kannada, das nach der Volkszählung 2001 von 73 Prozent der Bevölkerung als Muttersprache gesprochen wird. Unter den Muslimen ist Urdu (18 Prozent) verbreitet. Kleinere Minderheiten sprechen Telugu (4 Prozent), Tamil und Hindi (jeweils 2 Prozent).